# David Clapham
David Philip Clapham (Rawmarsh, Yorkshire, Engeland, 17 mei 1931 - 22 oktober 2005) was een Zuid-Afrikaans autocoureur die zich eenmaal inschreef voor een Formule 1-race, zijn thuisrace in 1965, maar hij trok zich terug voor de start, net als Alex Blignaut, Brian Raubenheimer, Ray Reed en Richard Attwood.
Voor zijn korte Formule 1-carrière reed Clapham onder andere in de Formule Vee en de Formule Ford in Zuid-Afrika en hielp Jody Scheckter naar Europa waar hij Formule 1-kampioen werd in 1979.
Clapham overleed in 2005 na een kort ziekbed. Hij laat zijn vrouw, een zoon en een dochter na.